# 蔣定權
蔣定權（？—？），湖南安福人，清朝政治人物。附生出身。
光绪十一年七月，擔任清朝廣東省潮州府豐順縣知縣。后由汪士儀接任。